# 箸尾町
箸尾町（はしおちょう）は奈良県北西部、北葛城郡に属していた町。現在の広陵町北部、近鉄田原本線箸尾駅周辺にあたる。

## 地理
馬見丘陵東の平地に位置し、町内を葛城川と高田川が、東の町境を曽我川がいずれも北流する。

## 地名

### 発足時からの大字
- 萱野
- 大場
- 的場
- 教行寺
- 弁財天
- 南
- 中

### 河合村より編入した大字
1892年（明治25年）に河合村より編入した大字。
- 沢
- 大野
- 寺戸

## 歴史
- 1889年（明治22年）4月1日 - 町村制の施行により、広瀬郡 萱野村、的場村、弁財天村、南村、大場村、中村が合併し、箸尾村が発足。
- 1897年（明治30年）4月1日 - 所属郡を北葛城郡に変更。
- 1927年（昭和2年）4月29日 - 町制施行し、箸尾町となる。
- 1956年（昭和31年）9月1日 - 広陵町に編入され消滅。

## 交通

### 鉄道路線
1918年（大正7年）4月26日大和鉄道が軌間1,067mmで開通するとともに箸尾駅が営業開始。開業当初は蒸気機関車牽引による列車で運行。1928年（昭和3年）に気動車運行開始。1948年（昭和23年）6月15日に軌間を1,435mmに広げる改軌と電化が完成。大和鉄道は1961年（昭和36年）に信貴生駒電鉄と合併した後、1964年（昭和39年）9月30日に近鉄と合併、田原本線となる。

### 道路
- 主要地方道枚方大和高田線（県道5号）
- 主要地方道田原本王寺線（県道14号）